# サバンナ・サニトア
サバンナ・サニトア（Savannah Sanitoa、1987年4月30日-）は、アメリカ領サモアの女子陸上競技選手。専門は砲丸投げ、やり投げ、100m。
北京市での2006年世界ジュニア陸上競技選手権大会やベルリンでの2009年世界陸上競技選手権大会で100mに出場している。2009年の世界陸上競技選手権大会では砲丸投げの出場を目指していたものの、規定記録を突破できなかったためにワイルドカードにより100mに出場した。

## 自己ベスト
- 100m - 14秒07 (2003年6月1日、アピア)
- 砲丸投げ - 8m55 (2003年1月1日)
- やり投げ - 32m41 (2003年6月1日、アピア)